# Druid (hudební skupina)
Druid byla britská hudební skupina působící na progressive rockové scéně v 70. letech. Její tvorba byla ovlivněná skupinou Yes.

## Sestava
- Cedric Sharpley - bicí (zemřel 2012)[1]

- Neil Brewer - baskytara
- Dane Stevens - zpěv, kytara
- Andrew McCrorie Shand - klávesy

## Alba
- 1975 : Toward The Sun
- 1976 : Fluid Druid